# Marek Kedzierski
 (décembre 2024).
Marek Kedzierski, né le 9 septembre 1953 à Łódź en Pologne, est un écrivain, traducteur, critique littéraire, metteur en scène et organisateur de festivals internationaux. Auteur de huit livres, de plusieurs dizaines de traductions littéraires et de plus de 150 textes critiques. Expert, traducteur et propagateur des œuvres de Samuel Beckett, Thomas Bernhard et Alberto Giacometti, entre autres.

## Biographie
Il est le petit-fils du capitaine Antoni Maksymilian Kędzierski (1900-1948), l'un des premiers légionnaires, un participant à la Résistance en France,.Il est né à Łódź, où ses parents avaient trouvé refuge après la chute de l'insurrection de Varsovie (mère) et le changement des frontières polonaises (père), et s'est installé avec eux à Varsovie en 1956. Il a étudié les lettres modernes et la philologie japonaise de 1968 à 1973 à l'Université de Varsovie. En 1978, il y a obtenu son doctorat à l'Université de Varsovie et à l'Institut de recherche littéraire de l'Académie polonaise des sciences (directeur de thèse Stefan Treugutt). Avec le réviseur de la thèse de doctorat, le professeur Jan Błoński, il a publié le premier livre en Pologne sur Samuel Beckett. En 1979, il devient professeur adjoint de théorie littéraire à la Faculté de langue et littérature polonaises de l'Université de Varsovie. Depuis décembre 1981, il vit hors de Pologne – aux États-Unis, en Allemagne et en France – et travaille en freelance à l'étranger.
Il vit à Paris, Nice et Moulinet. Il est membre du PEN-Club polonais.

## Activités littéraires et théâtrales
En critique académique (1979–2008), son domaine principal était la littérature orientale, les écrivains modernes et les artistes de l'Occident, en particulier Samuel Beckett, Thomas Bernhard, Alberto Giacometti, Francis Bacon, Louise Bourgeois,Harold Pinter, Robert Pinget, et David Mamet. En tant que traducteur, il a traduit en polonais des œuvres de Samuel Beckett (Watt, Malone meurt, L'Innommable, d'autres textes en prose et des pièces de Beckett qu'il a produites sur scène, dont Fin de partie, Oh! Les beaux jours) et Thomas Bernhard (5 romans), ainsi que de H. Pinter, R. Pinget, et des extraits d'œuvres d'écrivains, d'artistes, de philosophes et de critiques (par exemple M. Walser, D. Rabinovich, A. Giacometti, Gilles Deleuze, Michel Leiris, J. Dupin, D. Sylvester, B. Bray) ainsi qu'un roman de l'écrivaine slovaque Jana Bénova, Café Hyena (Nisza Publ. Varsovie 2016).
Kedzierski est l'auteur de trois romans en polonais: « Bezludzie » (Terre sans homme) en 1995, « Modliszka » (La mante religieuse) en 1996, « Bez miary » (Sans limites) en 1997, publié à Cracovie, et un en anglais (lucid intervals blind summits, Huntington 1994) ainsi que de textes pour des magazines en anglais, en allemand (Lettre International) et en français (l‘Europe). Depuis 1996, il collabore à la rédaction de la revue Kwartalnik Artystyczny de Bydgoszcz/Torun, en Pologne, pour laquelle il a préparé de nombreux numéros spéciaux consacrés aux écrivains et artistes susmentionnés, notamment Giacometti, la première publication de livre polonais sur le sculpteur suisse.
Depuis 2009, il collabore régulièrement avec la revue culturelle berlinoise Lettre Internationale, et y publie de longs entretiens avec Barbara Bray, le frère de Thomas Bernhard, Peter Fabjan, et les metteurs en scène de théâtre de renommée internationale Krzysztof Warlikowski, Romeo Castellucci et Krystian Lupa.
De 1988 à 2003, il a contribué à des émissions radiophoniques, à des entretiens avec des éditeurs de renom et à des adaptations radiophoniques des œuvres en prose de Beckett, Compagnie et Watt. Il a été interviewé en 2016 sur ses principaux centres d'intérêt dans une série d'émissions de la radio polonaise Dwójka (2e programme de la radio publique).
Au théâtre, après la chute du communisme, il entame en 1990 une coopération avec le Théâtre National Stary de Cracovie et est, avec Adam Kwaśny et Marek Kalita, l'un des fondateurs du Théâtre Bücklein, plus tard du Théâtre Atelier. Dans les années 1996-2017, il organise et co-organise (en France, en Allemagne, en Pologne, en Suisse et en Suède) des festivals de théâtre et des rencontres consacrés principalement à l'œuvre de Beckett.
En tant que metteur en scène de théâtre, il a mis en scène en Pologne (Cracovie et Varsovie) des œuvres de S. Beckett, T. Bernhard, R. Pinget, W. Gombrowicz et J.L. Borges, en Allemagne (Badisches Staatstheater Karlsruhe, Villa Musica Mainz, E-Werk Freiburg), aux États-Unis (Push-Push Theater Atlanta), en France (Le Colombier Paris, La Coupole St. Louis) et en Suède (Helsingborgs Stadsteater).
Kedzierski a organisé et co-organisé plusieurs festivals en Europe et coordonné diverses productions autour de Beckett qui réunissaient des pièces, des lectures et des adaptations d'œuvres en prose. Les festivals de théâtre incluent: les journées beckett à Strasbourg en 1996, Beckett à Berlin 2000 (avec Walter Asmus) à l'Akademie der Künste et au Hebbel-Theater, transpositions à Cracovie en 2002 et 2006 à la Villa Decius et au Laznia Nowa Theater, Beckett à Zurich au Zürcher Schauspielhaus en 2006 (avec Thomas Henkeler) ainsi que fail better: Beckett@111 en 2017 (avec Raimund Schall) à Fribourg, en Allemagne et à Trondheim, en Norvège.

## Focus sur Samuel Beckett, Barbara Bray, Thomas Bernhard
Après avoir rencontré Beckett en 1981, il garde contact avec lui tout au long des années 80 – le dramaturge l'invite à Londres pour assister aux répétitions de ses pièces principales du San Quentin Drama Workshop, une troupe fondée par Rick Cluchey. Beckett l'autorise à adapter le texte de sa Compagnie pour la radio allemande. Kedzierski décrit ses rencontres avec Beckett dans son texte Brushes, dont la première partie a été publiée en Hollande en 2016.
Après la mort du Prix-Nobel irlandais, Kedzierski s'est lié d'amitié avec Barbara Bray, ex-productrice de radio de la BBC, critique et traductrice qui avait joué un rôle majeur dans la vie intellectuelle et privée de Beckett. Kedzierski a aidé Bray à écrire un mémoire personnel de Beckett, inachevé en raison de son décès en 2010. Les conversations de Kedzierski avec Bray, enregistrées de 2003 à 2009, ont été traduites en plusieurs langues, bien qu'elles restent inédites en anglais. Bray est restée largement inconnue jusqu'à la publication en anglais des volumes 3 et 4 de The Letters of Samuel Beckett qui révèlent qu'elle était sa principale correspondante de 1958 à 1978.
En 2013, Kedzierski a produit avec le photographe parisien Piotr Dzumala un documentaire de 50 minutes sur Barbara Bray, « Rue Samuel Beckett », présenté pour la première fois en 2013 au Festival international Happy Days à Enniskillen en Irlande du Nord.
En plus de Beckett, dans nombreuses publications Kedzierski a propagé le travail de l'écrivain autrichien Thomas Bernhard en Pologne. Il a compilé deux numéros de Bernhard de Kwartalnik Artystyczny en 2009 et traduit cinq de ses romans. Il a interviewé le frère de Bernhard, Peter Fabjan, en 2008. Au cours de l'interview, ils ont eu un grave accident de voiture que Kedzierski a décrit dans son texte en prose Aurach.

## Publications

### Livres
- Samuel Beckett (avec Jan Błoński) Czytelnik Varsovie 1983,  (ISBN 83-07-00687-2)
- Samuel Beckett, Wiedza Powszechna Varsovie1990,  (ISBN 83-214-0722-6).
- lucid intervals blind summits (roman) University Editions, Huntington, USA 1994,  (ISBN 9781560021650).
- bezludzie [Terre sans homme] (roman) Oficyna Literacka Cracovie1994,  (ISBN 8371240163).
- modliszka [La mante religieuse] (roman) Oficyna Literacka, Cracovie1995,  (ISBN 837124018X).
- bez miary [Sans limites] (roman) Oficyna Literacka, Cracovie 1997,  (ISBN 978-83-7124-072-0).
- Alberto Giacometti i jego „rzeczywistość” [Alberto Giacometti et sa « réalité »] Kwartalnik Artystyczny 88 – supplement, Bydgoszcz Toruń 2013,  (ISSN 1232-2105).
- Pułapka Becketta [Piège de Beckett] (avec Krzysztof Myszkowski), Biblioteka „Kwartalnika Artystycznego”, Dom Wydawniczy Margrafsen, Bydgoszcz 2020,  (ISBN 978-83-65533-89-0).

### Traductions
- Samuel Beckett Watt, Pomorze Bydgoszcz 1993,  (ISBN 83-7003-503-5).
- Samuel Beckett Malone umiera [Malone meurt], Oficyna Literacka Cracovie1997,  (ISBN 8371240627).
- Thomas Bernhard Bratanek Wittgensteina [Le Neveu de Wittgenstein], Oficyna Literacka Cracovie1997,  (ISBN 83-7124-061-9).
- Thomas Bernhard Przegrany [Le Naufragé], Czytelnik Varsovie 2002,  (ISBN 83-07-02893-0).
- Thomas Bernhard Dawni mistrzowie [Maîtres anciens], Czytelnik Varsovie 2005
- Thomas Bernhard Moje Nagrody [Mes prix littéraires], Czytelnik Varsovie 2009,  (ISBN 978-83-07-03234-4).
- Jana Benová Café Hiena Wyd. Nisza, Varsovie 2015,  (ISBN 978-83-62795-36-9).
- Thomas Bernhard Bratanek Wittgensteina 2 [Le Neveu de Wittgenstein], édition révisée Czytelnik Varsovie 2019,  (ISBN 978-83-07-03450-8).
- Thomas Bernhard Przegrany 2 [Le Naufragé], édition révisée Czytelnik Varsovie 2019,  (ISBN 978-83-07-03460-7).

### Traductions publiées dans des revues littéraires
Il a traduit des textes de S. Beckett, T. Bernhard, A. Giacometti, M. Leiris, F. Bacon, R. Pinget, H. Pinter dans des revues littéraires. Il a également traduit toutes les pièces de Beckett qu'il a mises en scène.

## Productions théâtrales, avec les noms des artistes

### Théâtre de Bücklein Cracovie
- Samuel Beckett Watt 1994 (Marek Kalita, Janusz Koprowski, Jacek Poniedziałek)
- Samuel Beckett Końcówka [Fin de partie], 1995 (M. Kalita, J.Koprowski, Piotr Skiba, Ewa Sąsiadek)
- Samuel Beckett Komedia [Comédie et actes divers] 1997 (E. Sąsiadek, M. Kalita, Małgorzata Gałkowska)
- Samuel Beckett Nie ja [Pas moi] 1997 (Małgorzata Hajewska-Krzysztofik)

### Théâtre Atelier Cracovie
- Marek Kędzierski Półprawdy 1-2 [Demi-vérités] 1998 (Ewa Kaim, M. Kalita)
- Robert Pinget Inkwizytorium [L'Inquisitoire] 1999 (Andrzej Hudziak)
- Thomas Bernhard Contra Heidegger 1999 (M. Kalita)
- Samuel Beckett Taśma Krappa [La bande de Krapp] 2002 (M. Kalita)
- Robert Pinget Hipoteza [L'Hypothèse] 2003 (M. Kalita)

### Théâtre National Stary de Cracovie
- Samuel Beckett Cudowne dni [Oh les beaux jours] 2002 (Alicja Bienicewicz, Edward Wnuk)

### Badisches Staatstheater, Karlsruhe
- Witold Gombrowicz Auf eigene Faust (Journal) 2005 (Juerg Hummel)

### Seven Stages, PushPush Theater, Atlanta
- Samuel Beckett Endgame (Fin de partie) 2006, Tim Haberger, Justin Welborn, Marc McPherson, Dede Bloodworth, Ayesha Ngaujah, Chat Borgne Théâtre, Strasburg, Théâtre de la Coupole a St.Louis, anis GRAS, ARCUEIL (Paris), Théâtre Le Colombier, Paris Bagnolet
- Samuel Beckett Quelques mots sur le silence
- Pas moi, L’innommable,Comédie, Claire Aveline, Valérie Blanchon, Christian Montout, Centralny Basen Artystyczny, Opera Kameralna Warszawa (festival Warszawska Jesień)
- La Celda  selon J.L. Borges, mini-opéra, compositeur: Mesias Maiguashca, 2008. (M. Kalita)

### Helsingborgs Stadsteater, Helsingborg, Suède
- Thomas Bernhard I tredje person (Moi à la troisième personne), 2010 (Michalis Koutsogiannakis), Villa Musica Mainz, Mayence, Allemagne
- Wäre ich der Steinway…, Thomas Bernhard – compositions selon Alwynne Pritchard (Bergen) i Kirsten Reese (Berlin) 2014. Édition d'automne 2014 Südwestrundfunk SWR 2 (Martin Schwab, Klaus Steffes-Holländer), E-Werk Freiburg, Fribourg-en-Brisgau, Allemagne
- Samuel Beckett Nicht ich (Fabienne Truessel) oraz Non io (Silvia Costa) – Pas moi en allemand et en italien et Katastrophe (Catastrophe) (Tjadke Biallowons) 2017